# Fossa (Astrogeologie)

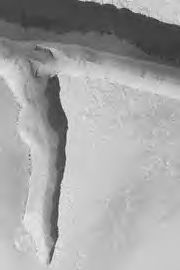
Cerberus Fossae auf dem Mars

Die Fossa (Plural Fossae, aus lateinisch fossa „Graben“, „Furche“, „Vertiefung“) bezeichnet in der Astrogeologie eine lange, schmale und flache Senke auf einem Planeten oder Mond.
Fossa ist eigentlich kein eigenständiger geologischer Begriff, wird aber als Name für bestimmte Formationen benutzt, wie etwa für die Cerberus Fossae auf dem Planeten Mars.